# هارودسبورگ (کنتاکی)
هارودسبورگ (به انگلیسی: Harrodsburg) شهری در ایالت کنتاکی کشور ایالات متحده آمریکا است که جمعیت آن در سرشماری سال ۲۰۱۰ میلادی، ۸٬۳۴۰ نفر بوده‌است.